# Хуан Пабло Вискардо
Хуан Пабло Вискардо (шп. Juan Pablo Vizcardo) је био језуита из Куска, истакнути заговарач независности колонија. У времену када почињу да се спроводе у дело идеје Америчке револуције написао је познато Писмо свим америчким Шпанцима (шп. Carta a los Espanoles Americanos) које је имало велики утицај на припрему борбе за независност Латинске Америке. 